# Liste der russischen Orden und Ehrenzeichen
Die Palette der russischen Orden und Ehrenzeichen ist vielfältig. Viele Auszeichnungen aus dem Zarenreich wurden nach der Oktoberrevolution 1917 in der Sowjetunion verboten, 1991 mit der Gründung der Russischen Föderation aber wieder eingeführt.

## Ehrentitel der Russischen Föderation
| Abzeichen                  | Name (Deutsch/Russisch)                                                                                      | Präsidenten Ukas # und Gründungsdaten               | Kriterien für die Verleihung |
| -------------------------- | --- | --------------------------------------------------- | --- |
| Obverse of the „Gold Star“ | Held der Russischen Föderation Герой Российской Федерации                                                    | Bestätigt durch Resolution No. 2553-l 20. März 1992 | Die höchste Auszeichnung und der höchste Ehrentitel, der in Russland vergeben wird. Der russische Präsident verleiht diesen Orden an Personen, die sich bei ihnen übertragenen Aufgaben oder anderen Heldentaten im Dienste des Staates durch außerordentliche Tapferkeit hervorgetan haben. Bis jetzt wurde die Auszeichnung etwa 750 mal verliehen (davon an 340 Personen postum), hauptsächlich an Kosmonauten und an Soldaten, die im Tschetschenienkrieg gekämpft haben. Aber auch Künstler, Politiker, Sportler und Persönlichkeiten aus der Wirtschaft. |
| Obverse of the „Gold Star“ | Held der Arbeit der Russischen Föderation Герой Труда Российской Федерации                                   |                                                     | |
|                            | Pilot-Kosmonaut der Russischen Föderation Летчик-космонавт Российской Федерации                              | Bestätigt durch Resolution No. 2555-l 20. März 1992 | |
|                            | Ausgezeichneter Militär-Pilot der Russischen Föderation Заслуженный военный летчик Российской Федерации      | Bestätigt durch Resolution No. 2555-l 20. März 1992 | |
|                            | Ausgezeichneter Militär-Navigator der Russischen Föderation Заслуженный военный штурман Российской Федерации | Bestätigt durch Resolution No. 2555-l 20. März 1992 | |

## Staatliche Orden der Russischen Föderation
| Abzeichen | Name (Deutsch/Russisch)                                                                               | Präsidenten Ukas # und Gründungsdaten                                                                                              | Kriterien für die Verleihung                                 |
| --------- | --- | --- | ------------------------------------------------------------ |
|           | Russischer Orden des Heiligen Andreas des Erstberufenen Орден Святого апостола Андрея Первозванного   | Geschaffen durch Zar Peter dem Großen 10. Dezember 1698 -------- Wieder eingeführt durch Ukas No. 757 1. Juli 1998                 |                                                              |
|           | Russischer Orden des Heiligen Georg 1. Klasse Орден Святого Георгия I степени                         | Geschaffen durch Zarin Katharina II. 26. November (7. Dezember) 1769 -------- Wieder eingeführt durch Ukas No. 1463 8. August 2000 |                                                              |
|           | Russischer Orden des Heiligen Georg 2. Klasse Орден Святого Георгия II степени                        | Geschaffen durch Zarin Katharina II. 26. November (7. Dezember) 1769 -------- Wieder eingeführt durch Ukas No. 1463 8. August 2000 |                                                              |
|           | Russischer Orden des Heiligen Georg 3. Klasse Орден Святого Георгия III степени                       | Geschaffen durch Zarin Katharina II. 26. November (7. Dezember) 1769 -------- Wieder eingeführt durch Ukas No. 1463 8. August 2000 |                                                              |
|           | Russischer Orden des Heiligen Georg 4. Klasse Орден Святого Георгия IV степени                        | Geschaffen durch Zarin Katharina II. 26. November (7. Dezember) 1769 -------- Wieder eingeführt durch Ukas No. 1463 8. August 2000 |                                                              |
|           | Russischer Verdienstorden für das Vaterland 1. Klasse Орден „За заслуги перед Отечеством“ I степени   | Geschaffen durch Ukas No. 442 2. März 1994 -------- Geändert durch Ukas No. 19 6. Januar 1999                                      | Er ist laut Dekret eine „Auszeichnung“ und kein Ritterorden. |
|           | Russischer Verdienstorden für das Vaterland 2. Klasse Орден „За заслуги перед Отечеством“ II степени  | Geschaffen durch Ukas No. 442 2. März 1994 -------- Geändert durch Ukas No. 19 6. Januar 1999                                      | Er ist laut Dekret eine „Auszeichnung“ und kein Ritterorden. |
|           | Russischer Verdienstorden für das Vaterland 3. Klasse Орден „За заслуги перед Отечеством“ III степени | Geschaffen durch Ukas No. 442 2. März 1994 -------- Geändert durch Ukas No. 19 6. Januar 1999                                      | Er ist laut Dekret eine „Auszeichnung“ und kein Ritterorden. |
|           | Russischer Verdienstorden für das Vaterland 4. Klasse Орден „За заслуги перед Отечеством“ IV степени  | Geschaffen durch Ukas No. 442 2. März 1994 -------- Geändert durch Ukas No. 19 6. Januar 1999                                      | Er ist laut Dekret eine „Auszeichnung“ und kein Ritterorden. |
|           | Russischer Orden der Heiligen Großmärtyrerin Katharina Орден Святой великомученицы Екатерины          | Geschaffen durch Ukas No. 573 3. Mai 2012                                                                                          |                                                              |
|           | Russischer Alexander-Newski-Orden Орден Александра Невского                                           | Geschaffen durch Ukas No. 1099 7. September 2010                                                                                   |                                                              |
|           | Russischer Suworow-Orden Орден Суворова                                                               | Geschaffen durch Ukas No. 1099 7. September 2010                                                                                   |                                                              |
|           | Russischer Uschakow-Orden Орден Ушакова                                                               | Geschaffen durch Ukas No. 1099 7. September 2010                                                                                   |                                                              |
|           | Russischer Schukow-Orden Орден Жукова                                                                 | Geschaffen durch Ukas No. 930 9. Mai 1994 -------- Genehmigt durch Ukas No. 243 6. März 1995                                       |                                                              |
|           | Russischer Kutusow-Orden Орден Кутузова                                                               | Geschaffen durch Ukas No. 1099 7. September 2010                                                                                   |                                                              |
|           | Russischer Nachimow-Orden Орден Нахимова                                                              | Geschaffen durch Ukas No. 1099 7. September 2010                                                                                   |                                                              |
|           | Russischer Tapferkeitsorden Орден Мужества                                                            | Geschaffen durch Ukas No. 442 2. März 1994 -------- Geändert durch Ukas No. 19 6. Januar 1999                                      |                                                              |
|           | Russischer Orden für militärische Verdienste Орден „За военные заслуги“                               | Geschaffen durch Ukas No. 442 2. März 1994 -------- Geändert durch Ukas No. 19 6. Januar 1999                                      |                                                              |
|           | Russischer Orden für Verdienste zur See Орден „За морские заслуги“                                    | Geschaffen durch Ukas No. 245 27. Februar 2002                                                                                     |                                                              |
|           | Russischer Orden der Ehre Орден Почета                                                                | Geschaffen durch Ukas No. 442 2. März 1994 -------- Geändert durch Ukas No. 19 6. Januar 1999                                      |                                                              |
|           | Russischer Orden der Freundschaft Орден Дружбы                                                        | Geschaffen durch Ukas No. 442 2. März 1994 -------- Geändert durch Ukas No. 19 6. Januar 1999                                      |                                                              |
|           | Orden zum Ruhm der Eltern Орден „Родительская слава“                                                  | Geschaffen durch Ukas No. 775 13. Mai 2008                                                                                         |                                                              |

## Staatliche Auszeichnungen der Russischen Föderation
| Abzeichen | Name (Deutsch/Russisch) | Präsidenten Ukas # und Gründungsdaten                                                                                               | Kriterien für die Verleihung |
| --------- | --- | --- | --- |
|           | St. Georgs Kreuz 1. Klasse Георгиевский Крест I степени | Wieder eingeführt durch Resolution No. 2557-l 20. März 1992 ------- Genehmigt durch Ukas No. 1463 8. August 2000                    | |
|           | St. Georgs Kreuz 2. Klasse Георгиевский Крест II степени | Wieder eingeführt durch Resolution No. 2557-l 20. März 1992 ------- Genehmigt durch Ukas No. 1463 8. August 2000                    | |
|           | St. Georgs Kreuz 3. Klasse Георгиевский Крест III степени | Wieder eingeführt durch Resolution No. 2557-l 20. März 1992 ------- Genehmigt durch Ukas No. 1463 8. August 2000                    | |
|           | St. Georgs Kreuz 4. Klasse Георгиевский Крест IV степени | Wieder eingeführt durch Resolution No. 2557-l 20. März 1992 ------- Genehmigt durch Ukas No. 1463 8. August 2000                    | |
|           | Verdienstmedaille für das Vaterland 1. Klasse Медаль ордена „За заслуги перед Отечеством“ I степени | Geschaffen durch Ukas No. 442 2. März 1994 -------- Geändert durch Ukas No. 19 6. Januar 1999                                       | |
|           | Verdienstmedaille für das Vaterland 1. Klasse mit Schwertern Медаль ордена „За заслуги перед Отечеством“ I степени с мечами                                                                                     | Geschaffen durch Ukas No. 442 2. März 1994 -------- Geändert durch Ukas No. 19 6. Januar 1999                                       | |
|           | Медаль За заслуги перед Отечеством | Geschaffen durch Ukas No. 442 2. März 1994 -------- Geändert durch Ukas No. 19 6. Januar 1999                                       | |
|           | Медаль За заслуги перед Отечеством с мечами | Geschaffen durch Ukas No. 442 2. März 1994 -------- Geändert durch Ukas No. 19 6. Januar 1999                                       | |
|           | Tapferkeitsmedaille Медаль За отвагу | Bestätigt durch Ukas No. 442 2. März 1994 Geändert durch Ukas No. 19 6. Januar 1999 Geändert durch Ukas No. 444 17. April 2003      | |
|           | Russische Suworow-Medaille Медаль Суворова | Geschaffen durch Ukas No. 442 2. März 1994 ------- Geändert durch Ukas No. 19 6. Januar 1999                                        | |
|           | Russische Uschakow-Medaille Медаль Ушакова | Bestätigt durch Ukas No. 442 2. März 1994 Geändert durch Ukas No. 19 6. Januar 1999 Geändert Ukas No. 1365 19. November 2003        | |
|           | Russische Schukow-Medaille Медаль Жукова | Eingeführt durch Ukas No. 930 9. Mai 1994 ------- Bestätigt durch Ukas No. 1334 30. Dezember 1995                                   | |
|           | Russische Nesterow-Medaille Медаль Нестерова | Geschaffen durch Ukas No. 442 2. März 1994 Geändert durch Ukas No. 19 6. Januar 1999 Geändert durch Ukas No. 1365 19. November 2003 | |
|           | Russische Puschkin-Medaille Медаль Пушкина | Eingeführt Ukas No. 574 9. Mai 1999                                                                                                 | Für Verdienste im Bereich der Kultur, der Aufklärung, der Geisteswissenschaften, der Literatur und Kunst, für einen großen Beitrag zum Studium und zum Erhalt des kulturellen Erbes, zur Annäherung und zur wechselseitigen kulturellen Bereicherung der Nationen und Völker. |
|           | Medaille für die Verteidiger des freien Russlands медали „Защитнику свободной России“ | Geschaffen durch Ukas No. 3183-1 2. Juli 1992                                                                                       | |
|           | Medaille für Verdienste um den Schutz der öffentlichen Ordnung Медаль За отличие в охране общественного порядка                                                                                                 | Bestätigt durch Ukas No. 442 2. März 1994 ------- Geändert durch Ukas No. 19 6. Januar 1999                                         | |
|           | Medaille für Verdienste beim Schutz der Staatsgrenze За отличие в охране государственной границы | Bestätigt durch Ukas No. 442 2. März 1994 Geändert durch Ukas No. 19 6. Januar 1999 Geändert durch Ukas No. 1365 19. November 2003  | |
|           | Russische Medaille für Lebensretter Медаль За спасение погибавших | Geschaffen durch Ukas No. 442 2. März 1994 -------- Geändert durch Ukas No. 19 6. Januar 1999                                       | |
|           | Russische Medaille für landwirtschaftliche Entwicklung Медаль За труды по сельскому хозяйству | Geschaffen durch Ukas No. 335 10. März 2004 -------- Geändert durch Ukas No. 1099 7. September 2010                                 | |
|           | Medaille „Für die Entwicklung der Eisenbahnen“ Медаль «За развитие железных дорог» Medal «Za razvitie zheleznyh dorog»                                                                                          | Eingeführt durch Ukas No. 852 9. Juli 2007 ------- Bestätigt durch Ukas No. 1099 7. September 2010                                  | |
|           | Medaille „Für Verdienste um die Weiterentwicklung der Kernenergie“ Медаль «За заслуги в освоении атомной энергии» Medal «Za zaslugi v osvoenii atomnoj energy»                                                  | Eingeführt durch Ukas No. 133 16. März 2015                                                                                         | |
|           | Medaille „Für Verdienste in Weltraumforschung“ Медаль «За заслуги в освоении космоса» Medal «Za zaslugi v osvoenii kosmosa»                                                                                     | Eingeführt durch Ukas No. 1099 7. September 2010                                                                                    | |
|           | Medaille des Orden zum Ruhm der Eltern Медаль ордена «Родительская слава» Medal Ordena «Roditel'skaja slava» | Eingeführt durch Ukas No. 1099 7. September 2010                                                                                    | |
|           | Medaille „Für Verdienste in der Durchführung der Allrussischen Volkszählung“ Медаль «За заслуги в проведении Всероссийской переписи населения» Medal «Za zaslugi v provedenij Vserossijskoj perelisi naselenia» | Eingeführt durch Ukas No.1151 14. Oktober 2002 ------- Bestätigt durch Ukas No. 1099 7. September 2010                              | |

## Russische Orden nach Gründungsdatum
- Orden des Heiligen Andreas des Erstberufenen vom 10. Dezember 1698
- Russischer Orden der Heiligen Katharina von 1711
- Alexander-Newski-Orden vom 21. Mai 1725
- Russischer Orden der Heiligen Anna vom 14. Februar 1735
- Russischer Orden des Heiligen Georg vom 26. Novemberjul. / 7. Dezember 1769greg.
- Orden des Heiligen Wladimir vom  22. Septemberjul. / 3. Oktober 1782greg.
- Orden des Heiligen Johannes von Jerusalem von 1798 (davor Johanniterorden, ab 1801 Malteserorden)
- Kaiserlich-Königlicher Orden vom Weißen Adler von 1831 (1705–1831 polnischer Orden)
- Sankt-Stanislaus-Orden von 1831 (1765–1831 polnischer Orden)
- Orden des Roten Kreuzes für Frauen und Jungfrauen vom 11. April 1878
- Orden der Freundschaft von 1994
- Verdienstorden für das Vaterland vom 2. März 1994